# Ludlul bēl nēmeqi
Ludlul bēl nēmeqi (Budu chválit Pána Moudrosti), častěji Babylonský Jób nebo Báseň o trpícím spravedlivém, je mezopotamská báseň se 135 verši v akkadštině objevená v Nippuru. Spravedlivý člověk v ní prožívá utrpení a nechápe proč, pokorně předstupuje před božstvo, vyznává své viny a je utrpení zbaven. Báseň je připodobňována biblické knize Jób.

## Interpretace
Obsah odráží babylonské chápání morálky. Když si nemocný nebyl vědom svých chyb, uvěřil, že to, co je v lidských očích dobré, může být pro bohy zlé. Náboženská reforma I. babylonské dynastie přispěla ke změně chápání koncepce. Pesimismus obsažený v původní verzi byl zmírněn a konec upraven.